# Schafskäse

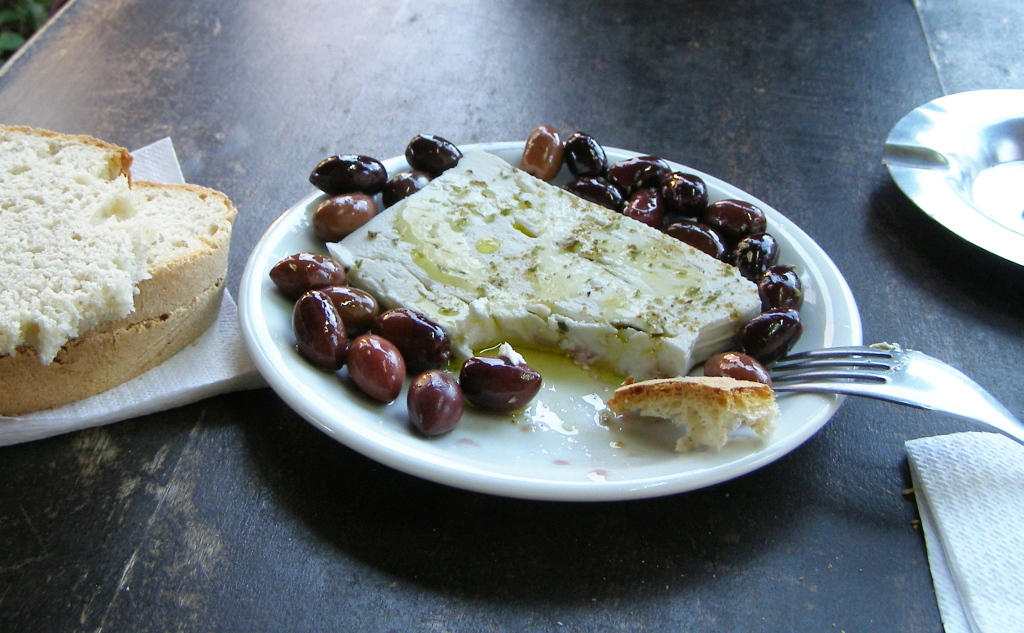
Schafskäse (Feta) als Meze

Schafskäse oder Schafkäse ist Käse, hauptsächlich Weichkäse, aus Schafmilch.
Schafskäse unterscheidet sich vor allem durch den stärkeren Geruch und Geschmack (vgl. Ziegenkäse) von Käse aus Kuhmilch.
Zu den Schafskäsesorten gehören unter anderem Abertam, Beenleigh Blue, Bjalo Salamureno Sirene, Brebis Pyrénées, Brinsen, Klenczer, Kaschkawal, Etorki, Schaf-Feta, Schaf-Halloumi, Lanark Blue, Kefalotiri, Idiazabal, Manchego, Oscypek, Pecorino, Roncal, Roquefort, Sirene (bulg. Сирене, Bulgarien, Schipkakäse, im Prinzip wie Feta), Torta del Casar und Valbreso.
Schafskäse wird sehr oft, aber nicht notwendigerweise als Salzlakenkäse hergestellt. Während es sich bei ersterem um die Zuordnung nach der Milchart handelt (Schafsmilch, Kuhmilch, Ziegenmilch), aus der der Käse hergestellt wurde, geht es bei letzterem um die Herstellungsart (Salzlakenkäse, Schimmelkäse, Weichkäse, Schnittkäse).